# 수페르코파 이탈리아나 2016
수페르코파 이탈리아나 2016는 수페르코파 이탈리아나의 29번째 경기이며, 2016년 12월 23일 카타르 도하에 소재한 자심 빈 하마드 스타디움에서 열렸다. 매년 열리는 축구 경기로서 올해는 세리에 A 2015-16 우승팀이며 코파 이탈리아 2015-16의 우승팀이기도한 유벤투스 FC와 코파 이탈리아 2015-16의 준우승팀인 AC 밀란이 경기를 가졌다.
밀란 정규시간과 연장전을 1–1로 마치고 승부차기에서 4–3으로 수페르코파 이탈리아나 우승을 거머쥐었다. 밀란은 코파 이탈리아 준우승 팀으로서 수페르코파 이탈리아나의 우승을 기록한 첫번째 구단이 됐다.

## 개요
본 대회는 29번째 대회이며, 이탈리아 밖에서 열리는 총 9번의 대회 중 12월 개회로는 2번째다. 해외에서 열린 이전의 대회는 1993(워싱턴), 2002(트리폴리), 2003(뉴욕), 2009, 2011, 2012(베이징), 2014(도하), 2015(상하이) 경기가 있다.
이 대회 전까지 유벤투스는 12번의 참가 중 7번의 우승을 거뒀으며, 이는 밀란의 우승보다 1회 더 많은 기록을 가지고 있었다.  유벤투스와 밀란은 과거에 수페르코파 이탈리아나 대회에서 한번 붙은적이 있었는데, 2003년 8월 3일 뉴저지의 자이언츠 스타디움에서 유벤투스가 승부차기에서 6–4로 우승을 가져간 경기다.

## 경기 정보
| 유벤투스                                           | 1 – 1 (연장전) | 밀란                                               |
| -------------------------------------------------- | -------------- | -------------------------------------------------- |
| - 키엘리니 18′                                     | 기록           | - 보나벤투라 38′                                   |
| 승부차기                                           |                |                                                    |
| - 마르키시오 - 만주키치 - 이과인 - 케디라 - 디발라 | 3 – 4          | - 라파둘라 - 보나벤투라 - 쿠츠카 - 수소 - 파샬리치 |

| 유벤투스 | 밀란 |

| 유벤투스 :            |    |                       |        |     |
|                       |    |                       |        |     |
| GK                    | 1  | 잔루이지 부폰 (c)     |        |     |
| DF                    | 26 | 슈테판 리히트슈타이너 | 35′    |     |
| DF                    | 24 | 다니엘레 루가니       |        |     |
| DF                    | 3  | 조르조 키엘리니       |        |     |
| DF                    | 12 | 알레스 산드루         |        | 32′ |
| MF                    | 6  | 사미 케디라           |        |     |
| MF                    | 8  | 클라우디오 마르키시오 |        |     |
| MF                    | 27 | 스테파노 스투라로     |        | 79′ |
| MF                    | 23 | 퍄니치                |        | 67′ |
| FW                    | 10 | 곤살로 이과인         | 120+1′ |     |
| FW                    | 14 | 마리오 만주키치       |        |     |
| 교체 명단:            |    |                       |        |     |
| GK                    | 25 | 노르베르투 네투       |        |     |
| GK                    | 32 | 에밀 아우데로         |        |     |
| DF                    | 4  | 메흐디 베나티아       |        |     |
| FW                    | 7  | 후안 콰드라도         |        |     |
| MF                    | 11 | 에르나니스            |        |     |
| DF                    | 15 | 안드레아 바르찰리     |        |     |
| MF                    | 18 | 마리오 레미나         |        | 79′ |
| FW                    | 20 | 마르코 퍄차           |        |     |
| FW                    | 21 | 파울로 디발라         |        | 67′ |
| MF                    | 22 | 콰드워 아사모아       |        |     |
| DF                    | 33 | 파트리스 에브라       |        | 32′ |
| DF                    | 40 | 루카 코콜로           |        |     |
| 감독:                 |    |                       |        |     |
| 마시밀리아노 알레그리 |    |                       |        |     |

| 밀란 :        |    |                      |     |      |
|               |    |                      |     |      |
| GK            | 99 | 잔루이지 돈나룸마    |     |      |
| DF            | 20 | 이냐치오 아바테 (c)  |     | 102′ |
| DF            | 29 | 가브리엘 팔레타      |     |      |
| DF            | 13 | 알레시오 로마뇰리    | 43′ |      |
| DF            | 2  | 마티아 데 실리오     | 70′ |      |
| MF            | 33 | 유라이 쿠츠카        | 59′ |      |
| MF            | 73 | 마누엘 로카텔리      |     | 73′  |
| MF            | 91 | 안드레아 베르톨라치  |     |      |
| FW            | 8  | 수소                 |     |      |
| FW            | 70 | 카를로스 바카        |     | 102′ |
| FW            | 5  | 자코모 보나벤투라    |     |      |
| 교체 명단:    |    |                      |     |      |
| GK            | 1  | 가브리엘             |     |      |
| FW            | 7  | 루이스 아드리아누    |     |      |
| FW            | 9  | 잔루카 라파둘라      |     | 102′ |
| MF            | 10 | 혼다 게이스케        |     |      |
| FW            | 11 | 음바예 니앙          |     |      |
| MF            | 14 | 마티아스 페르난데스  |     |      |
| DF            | 15 | 구스타보 고메스      |     |      |
| MF            | 16 | 안드레아 폴리        |     |      |
| DF            | 17 | 크리스티안 사파타    |     |      |
| MF            | 23 | 호세 에르네스토 소사 |     |      |
| DF            | 31 | 루카 안토넬리        |     | 102′ |
| MF            | 80 | 마리오 파샬리치      |     | 73′  |
| 감독:         |    |                      |     |      |
| 빈첸초 몬텔라 |    |                      |     |      |

## 같이 보기
- 세리에 A 2015-16
- 코파 이탈리아 2015-16